# Architektenhaus (Bremen)
Das Architektenhaus in Bremen-Mitte in der Altstadt, Geeren 41–43, ist der Sitz der Architektenkammer Bremen.
Das Gebäude steht seit 1917 unter Bremer Denkmalschutz.

## Geschichte
Um 1625 entstand im Stephaniviertel das zweigeschossige Wohnhaus mit Satteldach. Die Dachkanten sind schlicht. Typisch für den Renaissance-Charakter der Fassade sind die durchlaufenden waagerechten Simse. Ebenso wie die Fensterlaibungen bestehen sie aus Sandstein. Das Backsteinmauerwerk der Wandflächen besteht aus Steinen im Format 28 × 14,6 × 9,2 cm, im Blockverband. Über den Fensterstürzen sind darin dekorative Halbkreisbögen eingelassen, ebenfalls aus Backstein. Ein prächtiges Eingangsportal aus Sandstein mit reicher Verzierung führt in das Bürgerhaus. Engel- und Löwenköpfe verzieren die Halbkreisarchivolte. Im Gewände finden sich Teigkringelornamente und in den Zwickeln Engelfiguren. Die Kopfinschrift über der Tür lautet:
„HERRE, DU BIST MEINE STERKE VNDE KRAFT VND MEINE ZUFLUCHT IN DER NOT“.
Um 1730 wurden die barocken Utluchten aus Sandstein an den Seiten hinzugefügt.
1880 waren im Bremer Adressbuch noch 16 Personen unter der Adresse Geeren 41 oder 43 verzeichnet, einer davon betrieb im Haus Nr. 41 eine Wein- und Bierhalle. 1910 war Nr. 41 ein Packhaus und Nr. 43 ein Lagerhaus. 1926 erfolgten weitere Sanierungen und Umbauten, ab 1928 war das Doppelhaus ein Umformwerk für das städtische Elektrizitätswerk mit einer Wohnung für einen Schaltmeister, später bis 1984 eine Ausbildungsstätte der Energiebetriebe. 1985 fand der Umbau im Inneren für die Architektenkammer nach Plänen des Architekten Gert Schulze statt.

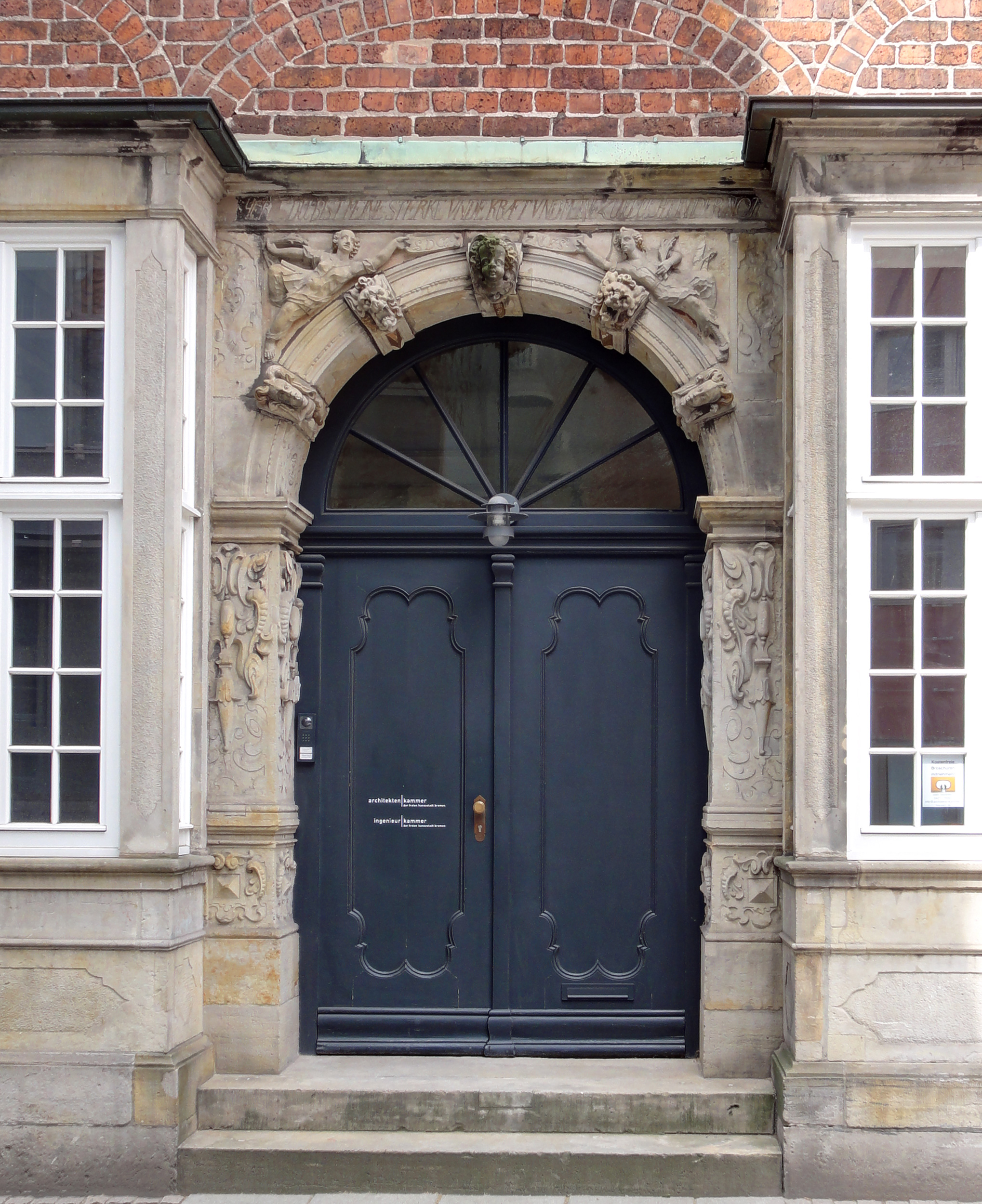
Portal
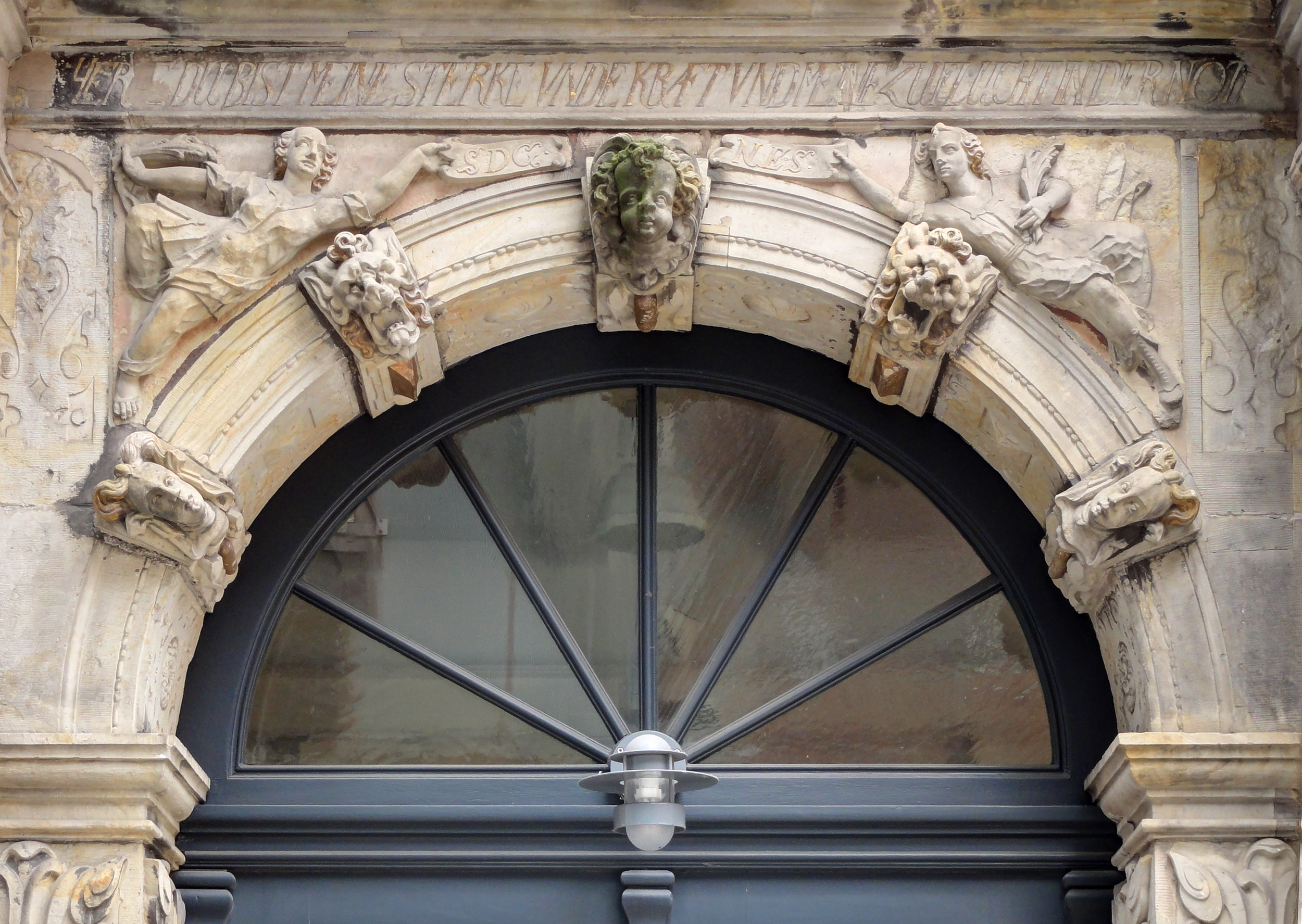
Archivolte mit Inschrift
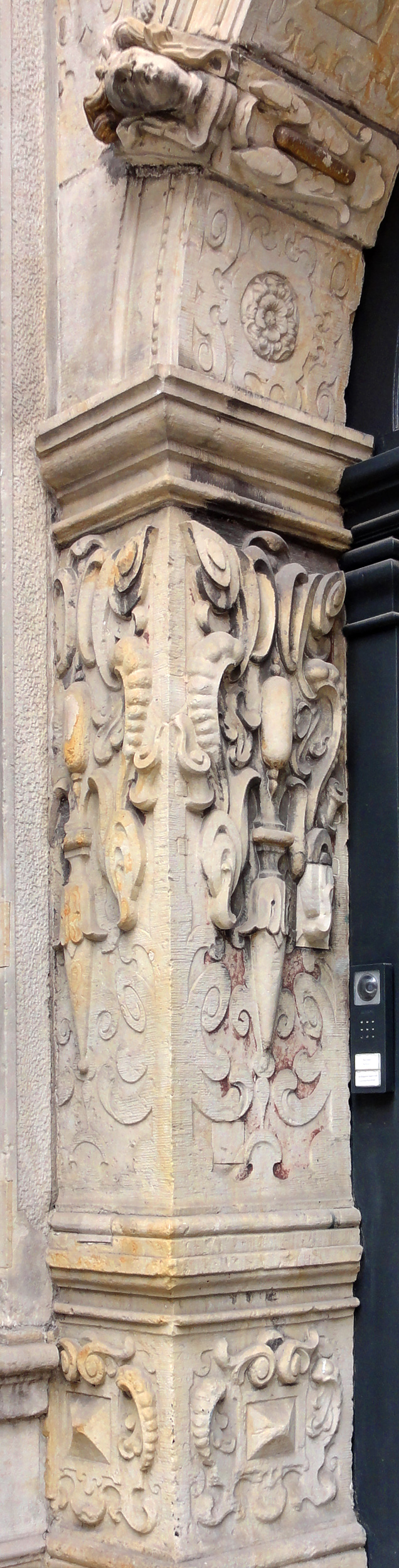
Linker Portalrand